# 海南长臂猿
海南长臂猿（学名：Nomascus hainanus）也称海南黑冠长臂猿，一种分布于中国海南岛长臂猿，原被划归为东黑冠长臂猿的一个亚种，经生态学和细胞层面的研究显示，海南长臂猿应为独立物种。
截止2021年10月，现存海南长臂猿数量仅有5群35只，是所有现存长臂猿中数量最为稀少的，仅仅分布于海南岛西部霸王岭国家级自然保护区内。属于中国国家一级保护野生动物。